# DAF XB
DAF XB — серія вантажівок повною масою 7,5 – 19 тонн, що випускаються компанією DAF Trucks з вересня 2023 року і прийшла на заміну DAF LF.

## Опис
Автомобіль отримав кабіну і шасі від попередника з деякими модернізаціями.

### XB Electric
Для моделі підготовлено широкий асортимент версій на електротязі – DAF XB Electric. Ці машини доступні в трьох виконання по повній масі – на 12, 16 та 19 т. Залежно від модифікації встановлюються електромотори з номінальною потужністю 120 або 190 кВт, які розвивають піковий крутний  момент в 2600 і 3500 Нм відповідно.

### XBC

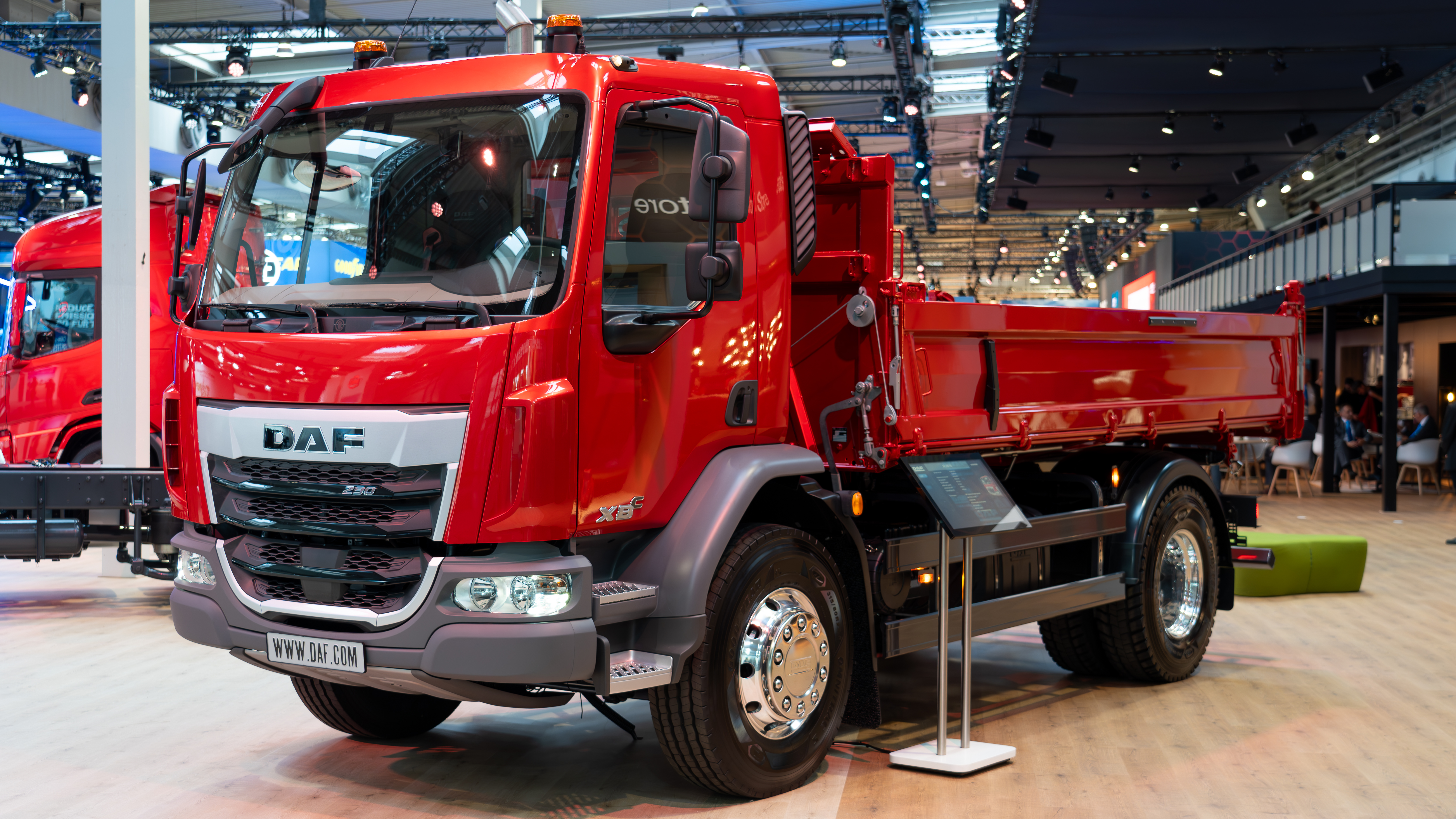
DAF XBC 290 FA

Серія DAF XBC, що дебютувала в 2023 році, створена для складних умов, зокрема в будівельному секторі. Ця модель оснащена 19-тонним шасі, забезпечує високий кліренс у 255 мм, має значний кут заїзду в 25 градусів, сталеву передню пластину для захисту моторного відсіку та міцний сталевий бампер у лавово-сірому кольорі.

### Двигуни
- 4,5 л PACCAR PX-5 І4 170/190/210 к.с.
- 6,7 л PACCAR PX-7 І6 230/260/290/310 к.с.